# Lossatal
Lossatal é um município da Alemanha, situado no distrito de Leipzig, no estado da Saxônia. Tem 110,81 km² de área, e sua população em 2019 foi estimada em 6.049 habitantes.